# Нижня Талда
Нижня Талда (рос. Нижняя Талда) — село Онгудайського району, Республіка Алтай Росії. Входить до складу Нижньо-Талдинського сільського поселення.
Населення — 513 осіб (2015 рік).